# Дышне-Мохк
Дышне-Мохк — село в Итум-Калинском районе Чечни, входит в Итум-Калинское сельское поселение. Родовое село тайпа Дишний.

## Общие сведения
Дишний своим духовным центром считали аул Эзи.

## География
Расположено на северо-западе от районного центра Итум-Кали. Ближайшие населённые пункты: на юге — село Хилдехарой, на севере — бывший аул Чохой, на западе — земли чеченских тайпов Чантий и Хьачарой.

## История
В 1944 году коренное население ЧИ АССР было выселено. После восстановления ЧИ АССР чеченцам было запрещено возвращаться в свои исконные районы: Галанчожский, Шатойский и Итум-Калинский.

## Галерея

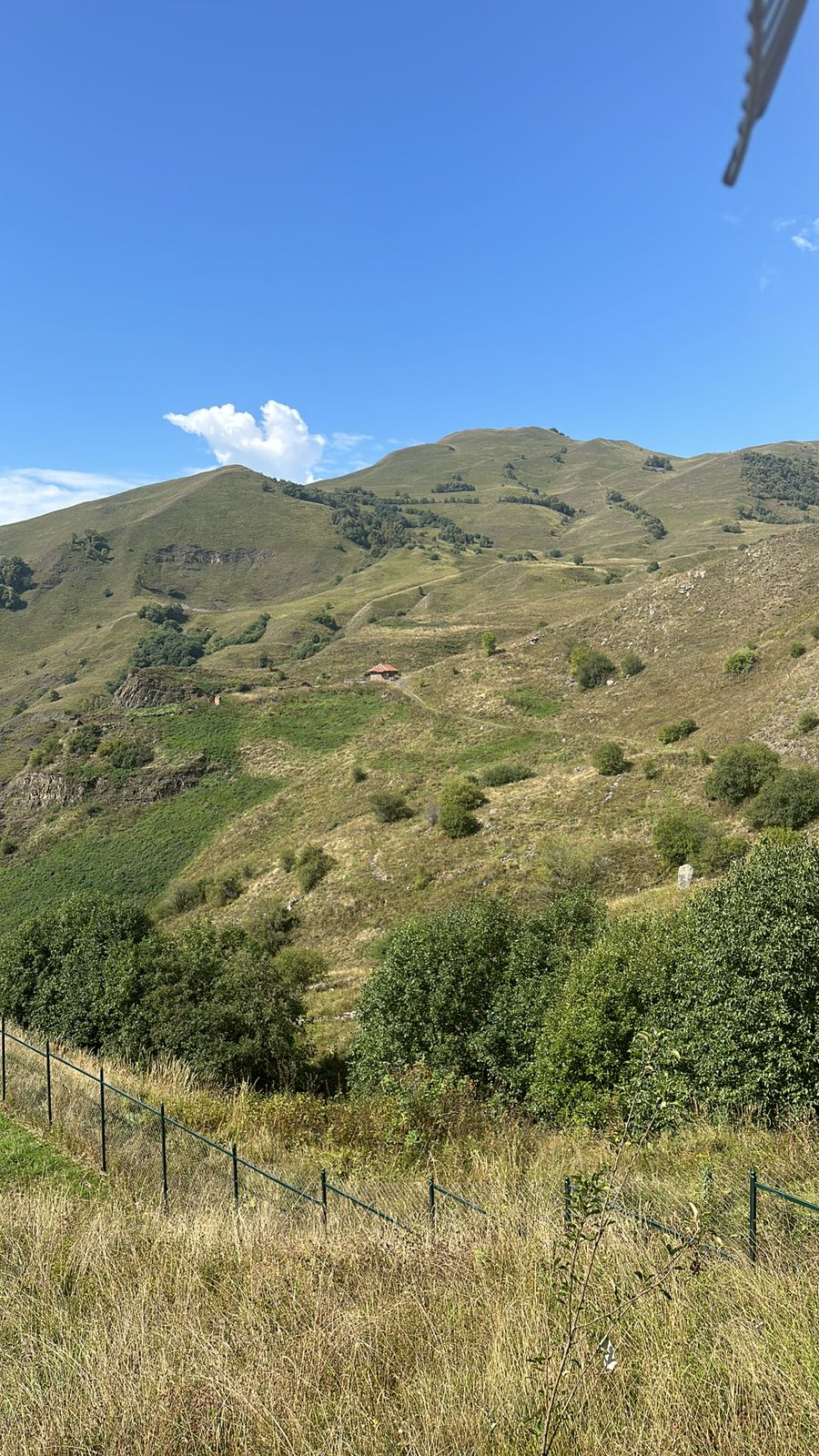
Горный массив Дышне-Мохк